# 알랭 아스페
알랭 아스페(Alain Aspect, 프랑스어: [aspɛ] ( 듣기); 1947년 6월 15일 ~ )는 프랑스의 물리학자이다. 2022년에 양자기술의 핵심 원리를 증명한 공로로 존 클라우저, 안톤 차일링거와 함께 노벨 물리학상을 공동 수상했다.
양자 얽힘에 대한 실험적인 연구로 유명하다.

## 교육
아스페는 오레세이 대학에서 석사학위를 받았다. 그 후 그는 카메룬에서 3년간 교편을 잡으며 국가 봉사를 했다.
1980년대 초, 벨 부등식 실험을 수행했다(EPR 역설 참조).

## 연구
1972년 스튜어트 프리드먼과 존 클라우저의 첫 실험에 이어, 아스페의 실험은 특히 locality loophole을 막음으로써 벨 부등식이 어긋난다는 논제를 더욱 뒷받침하기 위해 고려되었다.
벨 부등식에 대한 그의 연구가 끝난 후, 아스페는 중립적인 원자의 레이저 냉각에 대한 연구로 방향을 틀었다.
아스페는 프랑스 과학 아카데미와 프랑스 기술 아카데미 회원이며 에콜 폴리테크니크 교수다. 2005년에 그는 그가 연구 이사인 센터 국가인 디 라 리커처 사이언티피크의 금메달을 받았다. 2010년 울프 물리학상은 알랭 아스페, 안톤 차일링거, 존 클라우저에게 수여되었다.

## 저서
- 《Lévy statistics and laser cooling : how rare events bring atoms to rest》. Cambridge: Cambridge University Press. 2002. ISBN 0511016018. (co-author)
- Bell, J. S. (2004). 《Speakable and unspeakable in quantum mechanics : collected papers on quantum philosophy》 Rev.판. Cambridge: Cambridge University Press. ISBN 0521818621. (Introduction)
- Grynberg, Gilbert. (2010). 《Introduction to quantum optics : from the semi-classical approach to quantized light》. Aspect, Alain., Fabre, Claude. Cambridge: Cambridge University Press. ISBN 9780511789724.